# Березняки (Полтавський район)
Березняки́ — село в Україні, у Решетилівській міській громаді Полтавського району Полтавської області. Населення становить 92 осіб. До 2020 орган місцевого самоврядування — Сухорабівська сільська рада.

## Географія
Село Березняки знаходиться за 1,5 км від лівого берега річки Псел, вище за течією на відстані 2 км розташоване село Сухорабівка, нижче за течією на відстані 2 км розташоване село Плавні, на протилежному березі — село Попівка. Навколо села кільце озер, у тому числі озеро Ситникова Яма.

## Історія
В Березняках знайдено кам'яну форму доби бронзи для лиття серпів (кінець II—І тисячоліття до н. е.). Знайдена форма є одна з перших археологічних знахідок, виявлених на Полтавщині ще 1810р. В околицях села розташована курганна група.
Центр сільської Ради знаходиться в селі Сухорабівка. Окрім села Березняків в Сухорабівську громаду об'єдналися мешканці Каленик, Підок та Хрещатого.
За архівними даними в Березняках знаходилась станція III класу метеорологічної мережі Кременчуцького повіту Полтавської губернії заснована в 1902 році. Призвіще спостерігача С.І. Галаган.
Станом на 1913 рік в Березняках Манжеліївської волості Кременчуцького повіту  налічувалось 35 дворів та 293 жителя. Потрних-2, столяри-1, ковалі-1, поденщина-12, інтелігенти-4, інші-27.  
12 червня 2020 року, відповідно до розпорядження Кабінету Міністрів України № 721-р «Про визначення адміністративних центрів та затвердження територій територіальних громад Полтавської області», село увійшло до складу Решетилівської міської громади.
19 липня 2020 року, в результаті адміністративно - територіальної реформи та ліквідації Решетилівського району, село увійшло до складу новоутвореного Полтавського району Полтавської області.м